# Kotomi Kyōno
Kotomi Kyōno (jap. 京野ことみ Kyōno Kotomi; ur. 18 października 1978 w Hiroszimie w Japonii) – japońska aktorka i wokalistka J-Pop.